# Mała Niedźwiedzica
Mała Niedźwiedzica (łac. Ursa Minor, dop. Ursae Minoris, skrót UMi) – 56. co do wielkości, słabo widoczna, ale mimo to ogólnie znana konstelacja okołobiegunowa, ze względu na najjaśniejszą w niej Polaris (α UMi), północną Gwiazdę Polarną. Obecnie jest odległa o 44 minuty kątowe od północnego bieguna nieba, za 100 lat, wskutek ruchu precesyjnego osi ziemskiej, zbliży się do niego na niecałe 28′. Za dwa tysiące lat rolę północnej gwiazdy polarnej przejmie Gamma Cephei, podczas gdy przed pięcioma tysiącami lat pełniła ją Alfa Draconis. Liczba gwiazd dostrzegalnych nieuzbrojonym okiem: około 20. W Polsce widoczny przez cały rok.
Na niebie północnym pomaga odnaleźć kierunek bieguna północnego, tak jak Krzyż Południa ułatwia znalezienie bieguna południowego.

## Pochodzenie nazwy

Ilustracja Johanna Bayera

Konstelację Małej Niedźwiedzicy podobno wyodrębnił około 600 roku p.n.e. grecki uczony Tales z Miletu. W mitologii greckiej Arkas był synem nimfy Kallisto, zamienionej w niedźwiedzicę przez Herę, żonę Zeusa. Kiedy miał 15 lat, natrafił na niedźwiedzicę podczas polowania. Chociaż niedźwiedzica zachowywała się dziwnie i patrzyła mu w oczy, to Arkas nie rozpoznał matki i uniósł oszczep, by ją zabić. Na szczęście Zeus przeszkodził Arkasowi, zamieniając go również w niedźwiedzia. Syn i Matka zostali przeniesieni na niebo jako gwiazdozbiory Małej i Wielkiej Niedźwiedzicy. Hera, wściekła z powodu takiego uhonorowania obojga, zaplanowała zemstę. Przekonała Posejdona, by nie pozwolił im się zanurzać w morzu – z tego powodu obie konstelacje znalazły się w pobliżu bieguna. Przez tysiąclecia nie zniknęły za horyzontem, oglądane z północnych szerokości geograficznych.
Zgodnie z inną wersją Zeus po urodzeniu został ukryty przed swym okrutnym ojcem Kronosem w jaskini na Krecie. Opiekowały się nim dwie nimfy Adrastea i Ida. Z wdzięczności Zeus umieścił je później na niebie jako Wielką i Małą Niedźwiedzicę.   
W innych kulturach widziano w niej skrzydło Smoka.

## Gwiazdy Małej Niedźwiedzicy
Gwiazdy te w żaden sposób nie przypominają niedźwiedzia, bo ten musiałby składać się głównie z ogona. Tworzą natomiast kształt podobny do asteryzmu Wielkiego Wozu w Wielkiej Niedźwiedzicy i są nazywane Małym Wozem.
- Polaris (α UMi) jest żółtym nadolbrzymem leżącym około 430 lat świetlnych od Słońca. Jest gwiazdą zmienną z typu cefeid o amplitudzie zmian jasności 0,1m i okresie czterech dni. Jest to popularna gwiazda podwójna dla małych teleskopów. Ma bladoniebieskiego towarzysza odległego o 18,6 sekundy łuku. Ma masę pięciu Słońc. Jest to gwiazda optycznie wielokrotna, towarzyszą jej cztery składniki oznaczone Alfa Ursae Minoris Ab, B, C i D[4]. Alfa Ursae Minoris ma co najmniej dwanaście nazw, więcej niż jakakolwiek inna gwiazda[1].
- Kochab (β UMi), jasność 2,07m, pomarańczowy olbrzym w odległości około 126 lat świetlnych.
- Pherkad (γ UMi) ma jasność 3,0m, niebieskobiały olbrzym położony w odległości 480 lat świetlnych od Ziemi. Nieuzbrojonym okiem lub przez lornetkę można dostrzec w pobliżu pomarańczowego olbrzyma 11 UMi o piątej jasności. Gwiazdy te nie są związane fizycznie[3].
- δ UMi, jasność 4,4, barwy niebiesko-białej, oddalona o 183 lata świetlne.
- ε UMi, jasność 4,2, żółty olbrzym oddalony o 200 lat świetlnych, gwiazda zmienna zaćmieniowa o okresie 39,5 dnia i amplitudzie 0,1m – zbyt mało, aby to dostrzec gołym okiem[3].
- ζ UMi, jasność 4,3, barwy biało-niebieskiej, oddalona o 110 lat świetlnych.
- η UMi, jasność 5,0, biała gwiazda ciągu głównego, oddalona o 97 lat świetlnych. Towarzysząca jej gwiazda 19 UMi nie jest z nią związana fizycznie[3].
- Żółtobiała gwiazda podwójna Pi-1 (π¹) to układ gwiazd o siódmej i ósmej wielkości, odległych o 31 sekund kątowych[1].

## Interesujące obiekty
- Galaktyka spiralna NGC 6217 dwunastej wielkości jest widoczna w 15-centymetrowym teleskopie. Ma jaśniejsze centrum z jądrem[1].
- NGC 3172 (Polarissima Borealis) jest spośród skatalogowanych galaktyk najbliżej północnego bieguna niebieskiego. Amatorzy mogą ją zobaczyć przy pomocy 25-centymetrowego teleskopu. W zasadzie tylko po to, by zobaczyć gwiazdę najbliższą bieguna.[1].

## Rój meteorów
Z gwiazdozbiorem związany jest rój meteorów Ursydów, pochodzący od komety 8P/Tuttle, a promieniujący w drugiej połowie grudnia w liczbie około 10 meteorów na godzinę. Zanotowano dwa wybuchy aktywności roju w 1945 i 1986. Rój miał bardzo wysoką aktywność, sięgającą ponad sto meteorów na godzinę. Nieco podwyższoną aktywność o liczbach godzinnych około 30–35 zaobserwowano kilkakrotnie w latach: 1988, 1994, 2000, 2006, 2007 i 2008.

## Zobacz też

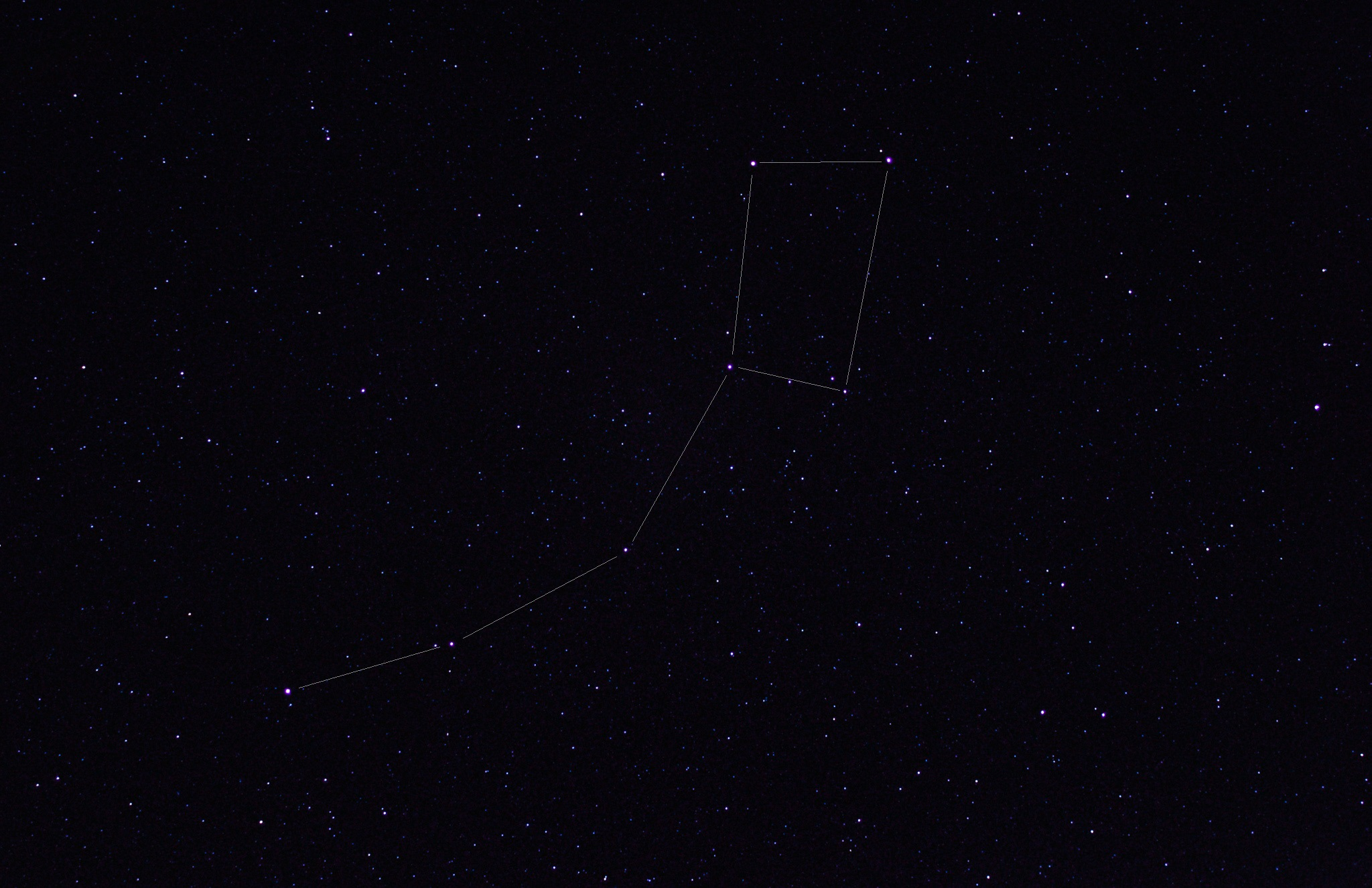